# Mufulira Open
Het Mufulira Open was een golftoernooi in Zambia en werd gespeeld op de golfbaan van de Mufulira Golf Club.

## Winnaars
- 1975:  Ronnie Shade
- 1983:  Brian Waites
- 1984:  Eamonn Darcy